# Chance !
Pour les articles homonymes, voir Chance (homonymie).
 (mars 2024).
Si vous disposez d'ouvrages ou d'articles de référence ou si vous connaissez des sites web de qualité traitant du thème abordé ici, merci de compléter l'article en donnant les références utiles à sa vérifiabilité et en les liant à la section « Notes et références ».
Chance ! est une « comédie musicale de bureau » d'Hervé Devolder créée en 2002 au Théâtre Déjazet.
Elle raconte la vie loufoque d’un cabinet d’avocats où les protagonistes, qui ont chacun un style musical de prédilection, gagnent au Loto. L'action se déroule en deux actes, entièrement chantés.

## Histoire
Dans le cabinet d’avocat du peu scrupuleux et néanmoins baryton lyrique Maître Henri Duverger (« Le Boss »), travaillent Agnès, secrétaire BCBG, dans le registre « variétés », amoureuse en secret d'Henri, Kate, secrétaire bilingue d'origine américaine, excentrique, déjantée et jazzeuse et Étienne, jeune avocat peureux, ténor d'opérette passionné par la musette et la Tour Eiffel. Ils sont rejoints par Nina Fleuri, une jeune stagiaire timide, et visités régulièrement par Fred, le coursier, sex symbol masculin rocker épris de liberté…
Ils jouent ensemble au Loto et gagnent 99 millions d’euros. Après quelque temps, ils se retrouvent  et ensemble créent un cabinet d’avocats « électronique » à but caritatif, dans un style déjanté, avec robes d’avocats de haute couture et plaidoyers spectaculaires devant une webcam.

## Fiche technique
- Livret : Hervé Devolder
- Musique : Hervé Devolder
- Arrangements : Maxime Richelme, François Fattier
- Direction musicale : Hervé Devolder
- Mise en scène : Hervé Devolder
- Chorégraphie : Catherine Arondel
- Lumières : Christian Mazubert
- Son : Maxime Richelme

## Distribution
Par ordre d’entrée en scène
| Rôle                       | Distribution |
| -------------------------- | --- |
| Étienne                    | Hervé Lewandowski / Gregory Juppin / Aurélien Berda / Nicolas Perrier / David Eguren / Pascal Bolantin / Édouard Thiébaut / Fabian Richard / Jean-Baptiste Darosey                                                                                      |
| Kate                       | Isabelle Ferron / Catherine Arondel (Cathy Arondel) / Juliette Sarre / Sandy Louis /Nolwenn Knecht / Julie Cresp / Christelle Chaaban / Yaëlle Trulès / Sandra Lalanne / Malaury Duffaud / Lia-Maire / Nathalie Pâque /Carole Deffit / Miléna Marinelli |
| Agnès / La femme de ménage | Agnès Pat / Sophie Lafranchi / Rachel Pignot / Ida Gordon / Isabelle Turchwell / Léovanie Raud / Alyssa Landri / Magali Bonfils / Julie Victor / Nathalie Pâque / Jeanne Jerosme                                                                        |
| Nina Fleuri                | Diane Bonnaure / Stéphanie Caillol / Julie Wingens / Mathilde Hennekinne / Sophie Gemin / Chloé Pimont / Julie Costanza |
| Fred, le coursier          | Laurent Bàn / Édouard Thiébaut / Fabian Richard / Cyril Romoli / Yoni Amar / Gaétan Borg / Jérôme Rouzier / Cédric Pelzman / David Jean |
| Henri, le Boss             | Jérôme Pradon / Stéphane Metro / Rémi Cotta / Michaël Boivin / Nollane / Franck Vincent / Raphaël Kaminsky / Arnaud Léonard |
| Musiciens                  | |
| Piano                      | Hervé Devolder, Guillaume Leray, Stephane Corbin |
| Guitare                    | Jean-Pierre Beuchard, Stéphanie Blanc, Duck |

## Chansons du spectacle
Acte 1
- Ouverture / La disquette – Étienne, Kate
- La Retardataire – Agnès
- Arrivée de Nina Fleuri – Nina, Étienne, Agnès
- Conversation téléphonique – Kate
- Nina Fleuri 2 – Nina
- Arrivée du coursier – Fred
- Pause Café – Kate
- Arrivée du patron – le Boss
- Première déclaration d’Agnès – Agnès
- Retour du coursier – Agnès, Fred, le Boss, Kate
- Le Lundi matin – Tous
- Réunion des joueurs – Tous
- Les Numéros du Loto – Tous
- Reprise du boulot – Tous
- Plaidoyer – Étienne, le Boss
- Je ne veux pas plaider – Étienne
- Quand on aime un homme – Agnès
- Intervention de Nina – Nina
- Le Classement – Kate
- Quatorze ans de scolarité – Nina
- Aïe ! – Tous
- Deuxième déclaration d’Agnès
- Conversation téléphonique 2 – Kate, le Boss, Nina
- Nina bougonne – Nina
- La Journée de bureau – Kate
- La Fin du boulot – Tous
- Lamento du patron – le Boss
- La Femme de ménage – la femme de ménage
- Étienne répète – Étienne
- Réveil d’Étienne, Kate – Étienne
- La Retardataire 2 / La vérité – Agnès
- Retour du coursier – Fred, Agnès, Kate
- 99 millions d’euros – Tous
- Les Projets d’Agnès – Agnès
- Libre ! – Fred
- Les Projets d’Étienne – Étienne
- Les Projets du Patron – le Boss
- Les Projets de Kate – Kate
- Vivante – Nina
- Une vie de fête – Tous

Acte 2
- Un baume ou un couteau – Agnès
- Tour du monde – Fred, Agnès
- Le Retour d’Étienne – Étienne
- Le Retour de Kate – Kate
- Le Retour du patron – le Boss
- Le Retour de Nina – Nina
- Enrichissons nos cœurs – Tous
- www.avocats.fr – Tous
- Le Défilé d’avocats – Tous
- Première affaire en cours – Tous
- Deuxième affaire en cours – Tous
- Troisième affaire en cours – Tous
- Final – Tous

## Récompenses
- Marius du Meilleur spectacle musical dans la catégorie Théâtre musical aux Musicals de Béziers en 2005.
- Molière du Spectacle Musical 2019
- Trophées de la Comédie Musicale 2019 : Trophée de la reprise de comédie musicale

## Autour du spectacle
- Créé en 2002 au Théâtre Déjazet puis au Trianon dans une version play back orchestre complet (PBO), le spectacle a été repris en version acoustique piano et guitare au théâtre du Lucernaire de décembre 2002 à février 2004, puis au théâtre Le Méry. Il se joue depuis le 29 avril 2009 au Palais des Glaces.
- La compagnie des « Secoués du vocal » reprend ce spectacle dès le 27 mars 2010 à Annecy pour sept représentations, au théâtre de l'Echange et à la salle Pierre-Lamy, avec l'aimable autorisation d'Hervé Devolder, sous la direction de Julie Cresp (qui a joué dans les premières productions); sur scène, Cyril Cottereau (Étienne), Morgane Ode et Angélique Richard (Mlle Agnès), Aurélie Laporte et Roxane Moirod (Nina Fleurie), Julie Cresp (Kate), Sébastien Saramago (le coursier). Plus d'un millier de spectateurs de Haute-Savoie et de Suisse voisine ont ainsi pu (re)découvrir ce spectacle.